# Olivier Moncelet
Olivier Moncelet, född den 5 december 1970 i Nantes i Frankrike, är en fransk roddare.
Han tog OS-silver i fyra utan styrman i samband med de olympiska roddtävlingarna 1996 i Atlanta.